# Pouch Cove
Pouch Cove is een gemeente (town) in de Canadese provincie Newfoundland en Labrador. De gemeente ligt op het schiereiland Avalon aan de oostkust van het eiland Newfoundland.

## Geografie
Pouch Cove grenst in het zuidwesten aan Bauline, in het zuidoosten aan Flatrock en langs alle andere windrichtingen aan de Atlantische Oceaan. Aan de onbewoonde westkust is dat meer bepaald Conception Bay. De plaats ligt zo'n 20 km ten noorden van de provinciehoofdstad St. John's.
In het uiterste zuiden van de gemeente ligt het Provinciaal Park Marine Drive.

## Demografie
De gemeente maakt deel uit van de Metropoolregio St. John's, een van de enige delen van de provincie waar er zich de laatste jaren een demografische groei voordoet. Enkel in de jaren 1990 kende Pouch Cove een dalende bevolkingsomvang. 
| Demografische ontwikkeling van Pouch Cove tussen 1951 en 2021              |
| -------------------------------------------------------------------------- |
|                                                                            |
| Bron: Statistics Canada (1951–1986, 1991–1996, 2001–2006, 2011–2016, 2021) |

### Taal
In 2021 hadden 2.035 inwoners van Pouch Cove (98,5%) het Engels als moedertaal; alle anderen waren die taal machtig. Hoewel slechts 20 mensen (1,0%) het Frans als moedertaal hadden, waren er 70 mensen die die andere Canadese landstaal konden spreken (3,4%). De meest gekende taal naast het Engels en Frans was het Duits met tien sprekers (0,5%).

## Zie ook

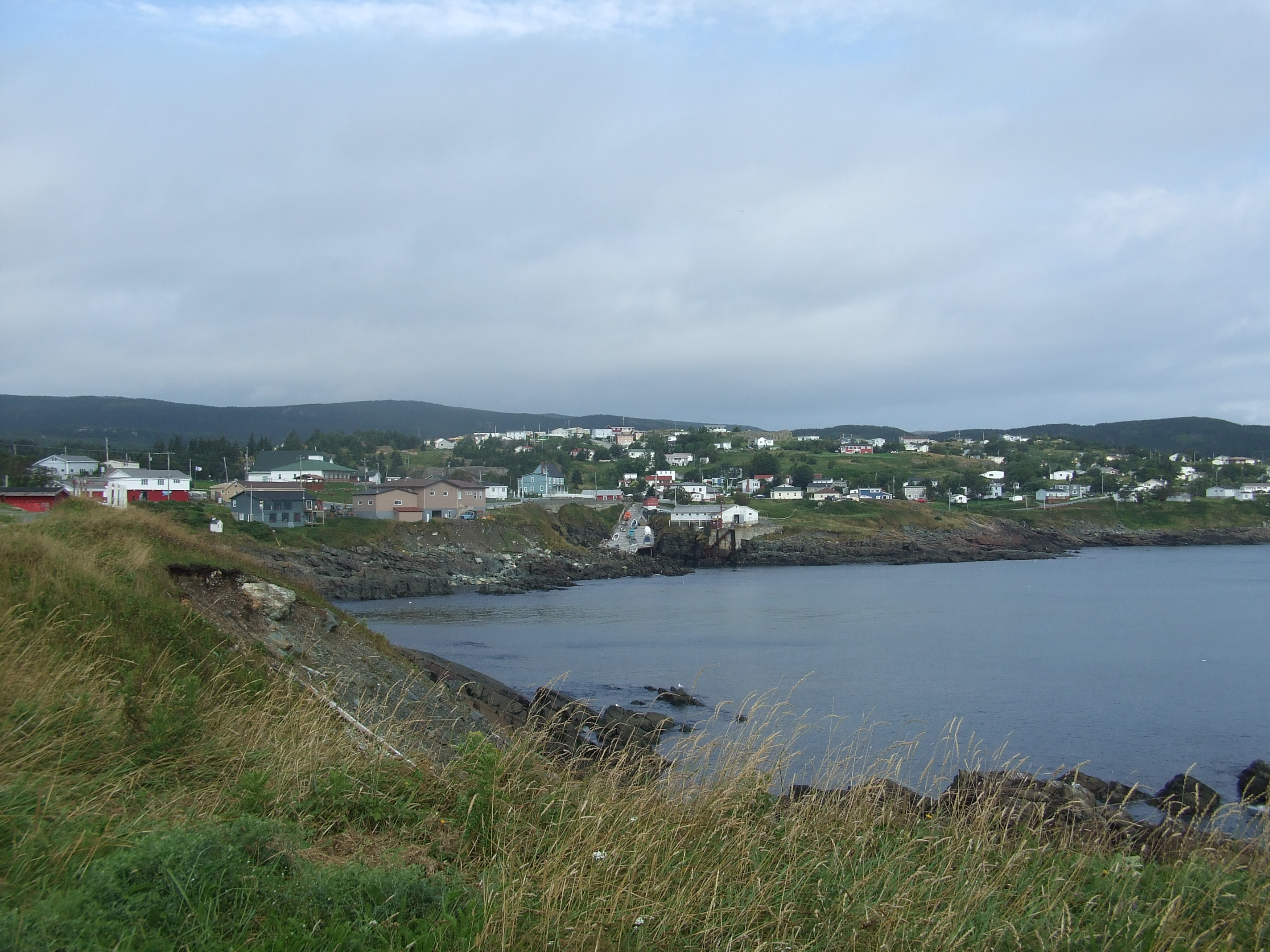
Zicht op Pouch Cove (2011)